# Akademia Katolicka w Warszawie
Akademia Katolicka w Warszawie (AKW), do 2020 Papieski Wydział Teologiczny w Warszawie – wyższa szkoła teologiczna erygowana 3 maja 1988 roku przez Stolicę Apostolską. AKW tworzą dwie Sekcje posiadające odrębną osobowość prawną:
- Sekcja św. Jana Chrzciciela „Collegium Joanneum” (ul. Dewajtis 3, Warszawa),
- Sekcja św. Andrzeja Boboli „Collegium Bobolanum” (ul. Rakowiecka 61, Warszawa).

Na mocy uzgodnień władz kościelnych i państwowych Wydział jest kościelną szkołą wyższą i posiada osobowość prawną oraz uprawnienia określone w umowie pomiędzy Rządem i Episkopatem.

## Władze
- Wielki Kanclerz: ks. abp Adrian Galbas, arcybiskup metropolita warszawski
- Rektor: ks. prof. dr hab. Krzysztof Pawlina – kierownik Sekcji św. Jana Chrzciciela „Collegium Joanneum”
- Prorektor: ks. prof. AKW dr hab. Piotr Aszyk – kierownik Sekcji św. Andrzeja Boboli „Collegium Bobolanum”

## Historia Collegium Bobolanum
Collegium Bobolanum to jezuicka szkoła wyższa. W statutach stwierdza się, że Collegium Bobolanum „posiada historyczne powiązania z Akademią Połocką założoną przez zakon Towarzystwa Jezusowego i rząd rosyjski w 1812 roku”.
W czasach współczesnych, Collegium Bobolanum pierwotnie działało w Lublinie (1922/1926–1939/1951), a w Warszawie od 1951 roku – obecnie w ramach Papieskiego Wydziału Teologicznego. Wydział Teologiczny do Lublina został przeniesiony w całości w 1926 roku z Krakowa. Posiadał wtedy po 2 katedry teologii fundamentalnej (apologetyki), teologii dogmatycznej oraz Pisma św., po 1 katedrze teologii moralnej i pastoralnej, katedrę prawa kanonicznego i katedrę historii Kościoła i archeologii chrześcijańskiej. Profesorami byli jezuici, studentami mogli być też duchowni, nie jezuici.
Wydział miał prawa nadawania stopni naukowych na mocy rozporządzenia Rady Ministrów z 27 II 1922 i 8 XI 1929. Ze strony kościelnej posiadał zatwierdzenie Rzymskiej Kongregacji Studiów Uniwersyteckich z 8 IX 1932
Studiowali tam przed II wojną światową oprócz Polaków Jugosłowianie, Czesi, Niemcy, Słowacy, Węgrzy, Rumuni, Litwini i Łotysze.

## Studia w Collegium Bobolanum
Uczelnia prowadzi studia licencjackie na kierunku politologii oraz studia jednolite magisterskie na kierunku teologii, a także podyplomowe studium duchowości, jak również podyplomowe studia zarządzania instytucjami bezpieczeństwa.

### Politologia
W ramach politologii Collegium Bobolanum oferuje specjalności: administracja publiczna i bezpieczeństwo publiczne

### Teologia
W ramach teologii Collegium Bobolanum oferuje specjalności: teologia ogólna, teologia katechetyczna oraz religie abrahamiczne.

### Podyplomowe studia dla nauczycieli etyki
Studia skierowane dla osób posiadających kwalifikacje pedagogiczne, które zamierzają zdobyć uprawnienia do nauczania przedmiotu etyka w szkołach podstawowych, gimnazjach i szkołach ponadgimnazjalnych.

### Studia licencjacko-doktoranckie z teologii
Razem z sekcją św. Jana Chrzciciela, Collegium Bobolanum prowadzi dwuletnie, niestacjonarne studia licencjackie (licencjat kanoniczny) oraz roczne studia doktoranckie z teologii. Studia prowadzone są w zakresie specjalności: dogmatycznej, pastoralnej oraz duchowości.

## Otwarte Studium Akademickie
To propozycja uczęszczania na jeden lub kilka wybranych wykładów z teologii, duchowości, egzegezy czy politologii. Możliwy jest także udział w kursach podstawowych języków starożytnych: łaciny, greki i hebrajskiego

## Szkoła Liderów Collegium Bobolanum
Szkoła Liderów Collegium Bobolanum prowadzi kursy trenerskie, których celem jest rozwinięcie umiejętności interpersonalnych i przywódczych, kształtowanie efektywnych metod pracy z ludźmi, zwłaszcza z grupą/zespołem oraz zdobycie praktycznych umiejętności w zakresie prowadzenia szkoleń i wystąpień publicznych.
Kursy prowadzone są przez doświadczonych trenerów, psychologów oraz praktyków biznesu.

## Studium Generale Europa
Razem z Instytutem Politologii UKSW oraz Fundacją Konrada Adenauera – Konrad Adenauer Stiftung, Collegium Bobolanum organizuje mające kilka razy w roku konferencje i debaty na temat najważniejszych kwestii społecznych, politycznych, ekonomicznych i religijnych we współczesnym świecie.

## Biblioteka Bobolanum
Collegium Bobolanum posiada bibliotekę (310 000 woluminów druków zwartych i 110 000 woluminów czasopism). W zbiorach biblioteki czytelnicy mają dostęp do 550 aktualnych tytułów czasopism zagranicznych i polskich. Zbiory obejmują nie tylko tematykę teologiczno-filozoficzną, ale także pozycje z zakresu nauk historycznych, humanistycznych i społecznych. Rocznie przybywa do biblioteki około 8000 woluminów książek i czasopism.